# (3548) Eurybates
(3548) Eurybates – planetoida z grupy trojańczyków okrążająca Słońce w ciągu 11 lat i 306 dni w średniej odległości 5,19 j.a. Została odkryta 19 września 1973 roku w Obserwatorium Palomar przez Cornelis van Houten. Nazwa planetoidy pochodzi od Eurybatesa, jednego z uczestników wojny trojańskiej. Przed nadaniem nazwy planetoida nosiła oznaczenie (3548) 1973 SO.

## Księżyc planetoidy
Eurybates posiada towarzysza, który ma prawdopodobnie mniej niż 1 km średnicy. Odkrycia dokonano za pomocą kamery WFC3 Kosmicznego Teleskopu Hubble’a z obserwacji z września 2018, grudnia 2019 i stycznia 2020.